# Ново-Григорівська волость
Ново-Григорівська волость — адміністративно-територіальна одиниця Верхньодніпровського повіту Катеринославської губернії.
Утворена після 1886 року.
Найбільше поселення волості:
- Новогригорівка (разом з селищем Козинка) — 523 дворових господарства, в яких мешкало 4228 осіб (2822 чоловічої статі та 1406 — жіночої)[1].